# Plurien
Plurien (bretonisch: Plurien) ist eine französische Gemeinde mit 1.513 Einwohnern (Stand: 1. Januar 2022) im Département Côtes-d’Armor in der Region Bretagne. Einwohner der Gemeinde werden Pluriennais und Pluriennaises genannt.

## Geographie
Umgeben wird Plurien von der Gemeinde Fréhel im Osten und von Hénanbihen im Süden. Plurien liegt etwa zwei Kilometer von der Meeresküste entfernt.

## Bevölkerungsentwicklung

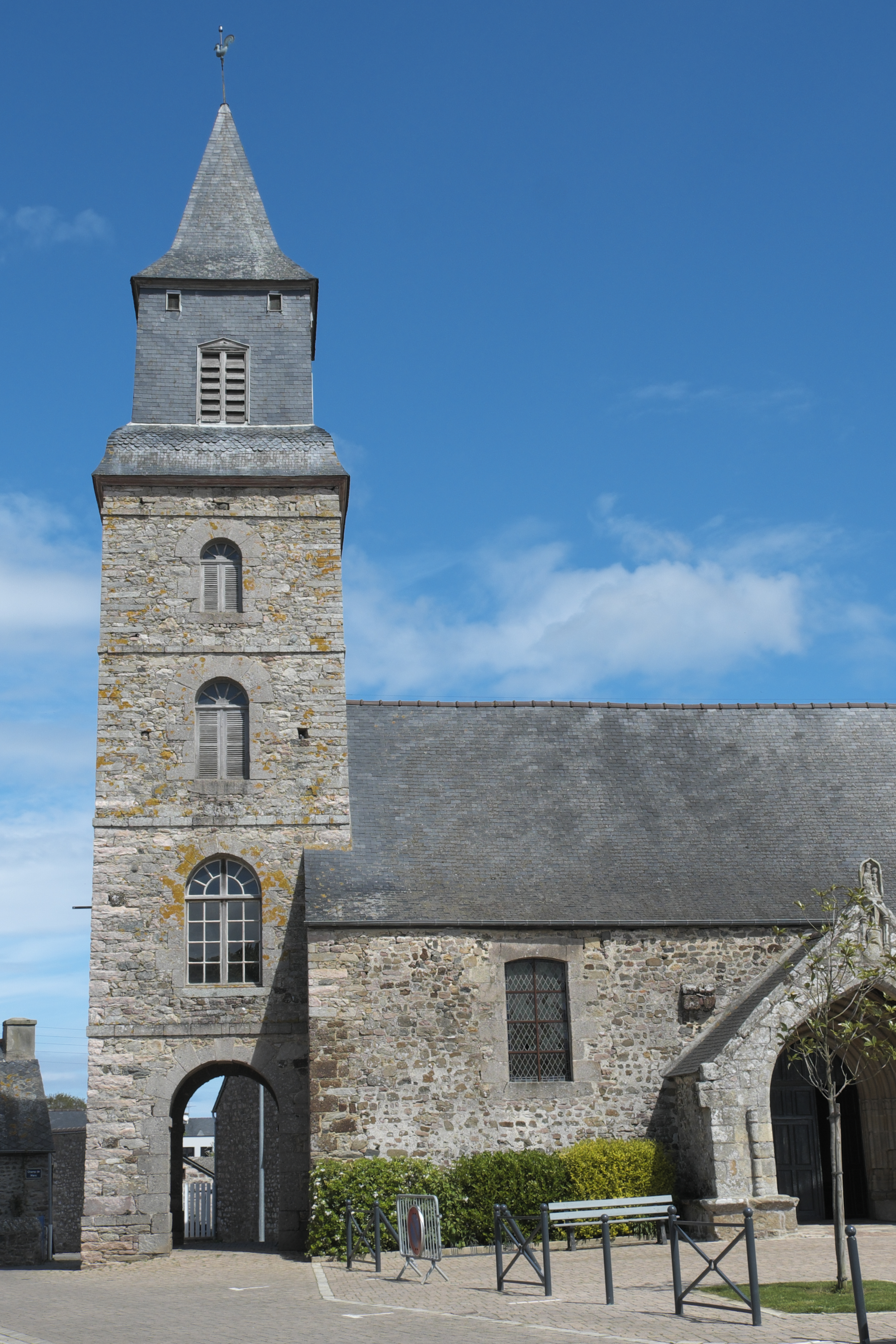
Kirche Saint-Pierre

| 1962 | 1968 | 1975 | 1982 | 1990 | 1999 | 2008 | 2016 |
| 1241 | 1263 | 1350 | 1309 | 1289 | 1235 | 1378 | 1509 |